# Youssef Makraou
 (mai 2020).
Youssef Makraou, né le 24 novembre 1993 à Amsterdam (Pays-Bas), est un footballeur devenu joueur international néerlandais de futsal.

## Biographie
Promis à une carrière de footballeur, il est formé en Belgique au KRC Genk et fait ses débuts en Ligue Europa lors de la saison 2013-2014. Il entre à la 63ème minute à la place de Jelle Vossen contre Thun. Ayant mis un terme à sa carrière de footballeur professionnel, il se lance au futsal dans sa ville natale à Amsterdam dans le club de l'ASV Lebo.
Youssef Makraou est champion des Pays-Bas trois fois d'affilée avec l'ASV Lebo et le Hovocubo.
Le 31 octobre 2016, il reçoit sa première sélection avec les Pays-Bas face à la Serbie (match nul, 2-2).

## Palmarès
- 2016 : Talent de l'année avec ASV Lebo
- 2016 : Champion des Pays-Bas avec ASV Lebo
- 2017 : Champion des Pays-Bas avec Hovocubo
- 2018 : Champion des Pays-Bas avec Hovocubo
- 2018 : Vainqueur de la Coupe des Pays-Bas avec Hovocubo